# شون سوليانو
شون سوليانو (بالإيطالية: Sean Sogliano)‏ هو لاعب كرة قدم إيطالي في مركز الدفاع، ولد في 28 فبراير 1971 في ألساندريا في إيطاليا. لعب مع نادي أنكونا ونادي بيروجيا ونادي تورينو ونادي جنوى ونادي رافينا ونادي فاريسي ونادي لوكيزي ونادي نابولي.